# The Lost Vikings II
The Lost Vikings II (Norse by Norse West: The Return of the Lost Vikings aux États-Unis) est un jeu vidéo de plates-formes et de réflexion sorti en 1997 sur Super Nintendo puis sur PlayStation, Saturn et PC.
Il s'agit de la suite de The Lost Vikings.

## Scénario
Après avoir échappé à Tomator dans The Lost Vikings, les trois vikings Erik le Rapide, Baleog le Féroce et Olaf le Robuste ont vécu heureux. Jusqu'à ce qu'un jour, revenant chez eux après une sortie en mer pour pêcher, ils se font de nouveau capturer par Tomator.
Tomator appelle alors un garde robotique pour les envoyer dans l'Arène, mais ledit garde faillit à sa mission quand une erreur système survient ; durant la panne et dans le noir et la confusion, le trio arrive à démanteler le robot pièce par pièce et revêt ses morceaux, ce qui confère de nouvelles capacités aux vikings. Ces derniers sont alors accidentellement renvoyés à travers le temps, une nouvelle fois.
Équipés de leur nouveau matériel robotisé, Erik, Baleog et Olaf doivent de nouveau voyager de part en part afin de retrouver leur domicile, aidés par divers personnages selon les endroits où ils se trouvent.

## Système de jeu
L'objectif et les principes généraux restent les mêmes que dans le premier opus, à ceci près que tous les niveaux demandent que trois objets soient ramenés à la sortie en plus des trois personnages courants.
Comme dans The Lost Vikings, chacun des trois vikings a des aptitudes différentes, mais ce ne sont pas tout à fait les mêmes que dans le jeu précédent :
- Erik est capable de sauter encore plus haut qu'avant grâce à ses bottes turbos ; son saut turbo lui permet de casser des blocs surélevés, et son casque lui donne le pouvoir de nager ;
- Baleog a désormais un bras bionique extensible en lieu et place de son arc : il peut ainsi frapper à distance, mais aussi s'en servir tel un grappin pour s'accrocher à certains éléments ou encore attraper des objets pour les récupérer. Il a également une épée à disposition ;
- Olaf peut rétrécir (et retrouver sa taille normale) à volonté grâce à son bouclier de titane, qui lui permet de surcroît toujours de planer comme dans l'épisode précédent. Il peut de plus utiliser ses flatulences soit au sol pour détruire certains types de terrain, soit quand il est en l'air pour reprendre un peu de hauteur.

En plus des trois vikings, deux nouveaux personnages contrôlables font leur apparition :
- Fang (littéralement « Croc » en anglais), un loup-garou qui peut sauter, s'accrocher aux parois verticales (en glissant) et donner des coups de griffes (ou mordre s'il est en train de sauter) ;
- Scorch (littéralement « Brûler » en anglais), un dragon qui peut cracher des boules de feu ainsi que voler un moment avant de planer.

La composition des trois personnages disponibles dépend du niveau.
Il y a cinq mondes thématiques, chacun composé de plusieurs niveaux et associé à un type de personnage auquel rapporter des objets pour pouvoir partir :
- la Transylvanie en 1437, où une sorcière peut lancer un sort de téléportation ;
- le haut Moyen Âge en 700, où la magicienne Kar-in utilise des incantations pour son sort de téléportation ;
- un bateau pirate en 1789, où une voyante tsigane peut téléporter grâce à ses dons ;
- la jungle amazonienne en -200, où des frères sorciers font appel au pouvoir des dieux ;
- le futur (apparemment post-apocalyptique), où un « rebelle », Conroy, souhaite tester sa machine de téléportation.

## Différences entre versions
Les graphismes et l'audio de la première version sortie sur Super Nintendo sont dans la même veine que ceux de son aîné ; en revanche, la version suivante (pour ordinateur, PlayStation et Saturn) possède des graphismes en 3D pré-rendue, de la musique CD (les musiques ne sont d'ailleurs pas les mêmes) et les dialogues y sont doublés (en anglais), la distribution des rôles étant la suivante :
- Erik : Rob Paulsen ;
- Baleog et Fang : Jeff Bennett ;
- Olaf et Tomator : Jim Cummings ;
- Scorch : Frank Welker.